# Museo de Arte y Diseño Contemporáneo
El Museo de Arte y Diseño Contemporáneo (MADC), fundado en 1994, es una institución museística de Costa Rica, dedicada a difundir y promover las tendencias más recientes y dinámicas de la región centroamericana dentro del arte y el diseño contemporáneos, así como sus vínculos con tendencias relativamente afines en el ámbito latinoamericano e internacional.
El MADC está situado en las instalaciones de la antigua Fábrica Nacional de Licores (FANAL), espacio de gran valor arquitectónico y patrimonial fundado a mediados del siglo XIX, que se ubica en una importante zona histórica del centro de San José. Este complejo de edificios, luego de una radical restauración a inicios de la década del noventa, se convirtió en 1994 en el Centro Nacional de Cultura (CENAC), perteneciente al Ministerio de Cultura y Juventud de Costa Rica.
Con un sitio físico de aproximadamente 1200 m², el MADC tiene 4 salas de exposiciones temporales, un espacio exterior llamado Pila de la Melaza, que se utiliza para eventos multidisciplinarios diversos (performances, instalaciones, música, etc) y el espacio de El Tanque, un antiguo tanque de búnker utilizado por la FANAL para la alimentación de las calderas. El museo cuenta también con un espacio de venta de catálogos y consulta de su página web, además de un Centro de Documentación sobre arte contemporáneo y una Videoteca de documentación de exposiciones y videoarte centroamericano e internacional.
La Colección Permanente del MADC cuenta con más de 900 obras de reconocidos o jóvenes artistas nacionales, regionales e internacionales, con técnicas que van desde la pintura, el grabado, el dibujo o la escultura, hasta lenguajes como la fotografía, la instalación, el objeto intervenido o el video. Selecciones de esas obras se exhiben cada año en las salas del museo.
Desde su fundación, el MADC ha realizado una gran cantidad de muestras individuales y colectivas, siendo uno de sus principales objetivos exponer sólidas visiones artísticas y curatoriales relacionadas con problemas estéticos, culturales, sociales y políticos que afectan a la región centroamericana y al resto del mundo. Por otro lado, el museo realiza también concursos y muestras de videocreación, arte digital, artistas emergentes, etc, que contribuyen a promover y visibilizar las tendencias más recientes y arriesgadas dentro del arte y el diseño contemporáneos en la región centroamericana y su relación con el contexto internacional.

## De FANAL a Museo
A mediados del siglo XIX, y con el propósito principal de fomentar la industria cañera y resguardar la salud pública ante el consumo de licores dañinos por su alto contenido de impurezas y elementos tóxicos, el Estado costarricense decidió encargarse de la producción de licores. Así, el 2 de septiembre de 1850, mediante Decreto Ejecutivo Nº99 y por iniciativa del entonces Presidente de la República, Juan Rafael Mora Porras, se dispuso concentrar y colocar en manos del Estado la destilación de alcohol etílico y producción de bebidas alcohólicas para consumo nacional, con carácter de monopolio del Estado. El artículo número 4 del Decreto estipulaba que “se concentra la destilación de licores del país en el edificio de los almacenes de esta capital, que comenzará a tener efecto desde el 1º de enero del año entrante de 1851, por medio de contratistas; mas si no hubiere estos, por cuenta del erario público.”
Andrés Fernández -arquitecto, ensayista e investigador de temas culturales- explica que «el guaro era por excelencia el licor del labrador mestizo y libre que empezaba a dar fisonomía a Costa Rica. Durante la primera mitad del siglo XVIII, ese aguardiente se producía libremente en los muchos trapiches que había por toda el área central de esta provincia» (Fernández, 2010).
En principio, la FANAL «se presentó al público con los objetivos de fomentar la industria cañera y de proteger a la población del consumo de licores dañinos. Estos constituían una amenaza a la salud por su alto contenido de impurezas y de elementos tóxicos. [...] El 2 de septiembre de 1850, el decreto ejecutivo n.º 99 dispuso concentrar y poner en manos del Estado la destilación de alcohol etílico y la producción de las bebidas alcohólicas para consumo nacional. [...] Entonces, en unas grandes bodegas situadas donde hoy se encuentra la Escuela Buenaventura Corrales (el “Edificio Metálico”), se centralizaron en San José todos los equipos de destilación existentes en manos particulares. [...] Fue así como, en 1853, nació una de las primeras y más grandes industrias del país, con el nombre de Fábrica Nacional de Aguardientes –luego, Fábrica Nacional de Licores–» (Fernández, 2010).
El pabellón oeste, las torres de destilación, la casona de los administradores y la bodega de los rones son las primeras edificaciones en construirse entre los años 1853 y 1856; «en la obra se empleó piedra caliza traída de Pavas, unida con una mezcla de cal y arena. La estructura de los techos fue de madera de cedro y pochote, con cubiertas de teja. Se tardó cerca de tres años en las obras, en parte por el atraso que estas sufrieron con la guerra de 1856», según comenta Fernández. (2010).
Así, el 24 de agosto de 1856, la Fábrica abre sus puertas: «entre tragos de guaro, ginebra y coñac, transcurrió la inauguración de lo que puede considerarse la primera instalación industrial de Costa Rica y –gracias a su sobrevivencia– el edificio más antiguo de San José y herencia de un vicio colonial». (Fernández, 2010). Dentro de sus muros hubo varias edificaciones, las que subsisten son las que conforman el actual Centro Nacional de Cultura (CENAC).
En los años siguientes, durante el Gobierno de José María Montealegre, se terminaron las tapias, construidas con ladrillo, al igual que otras instalaciones que se agregaron luego. La última de esas obras, concluida casi un siglo después (1943), sería el portalón neocolonial de la entrada sureste de la Fábrica, obra del arquitecto Teodorico Quirós; a la que complementa el reloj de sol en piedra de mollejón, realizado por los artistas Néstor Zeledón Varela y Juan Manuel Sánchez. 
Durante el gobierno de Luis Alberto Monge (1982-1986), el ministro de Cultura, el Lic. Hernán González presentó la idea de convertir la antigua FANAL en una sede cultural, iniciativa que por motivos presupuestarios no se pudo concretar en ese momento. Aún a mediados de 1992 se mantuvieron funcionando en este recinto, las secciones de lavado de recipientes, envasado de licores y confección de licores finos, además de los tanques para el almacenamiento de alcohol.
En agosto de 1993 se trasladaron las oficinas administrativas del Ministerio de Cultura y Juventud a la Antigua FANAL, después de una serie de adecuaciones y remodelaciones al espacio. En octubre de ese mismo año, mediante el decreto No.22626-C, siendo presidente Rafael Ángel Calderón Fournier y Ministra de Cultura la Sra. Aída Fishman, el edificio fue declarado de interés histórico-arquitectónico. Esta declaratoria prohibió su futura demolición o remodelación parcial o total sin la autorización previa del Departamento de Patrimonio Histórico del Ministerio, en cuyas manos también quedaría la responsabilidad de su cuido y restauración. 
El Museo de Arte y Diseño Contemporáneo abrió sus puertas el lunes 21 de febrero de 1994 con las exposiciones Retrospectiva de José Luis Cuevas (Sala 1), Diseño de lo cotidiano (Sala 2), Cuerpos pintados. Cuarenta y cinco pintores chilenos (Salas 3, 4 y 5) y Pasión de Rafael Ottón Solís (Pila de la Melaza); en un contexto en donde el arte contemporáneo apenas florecía regionalmente y el diseño aun se asociaba con bienes de consumo de lujo.
El CENAC está conformado por el Teatro de la Danza, el Teatro 1887, un anfiteatro al aire libre, la Compañía Nacional de Danza, el Museo de Arte y Diseño Contemporáneo y otros espacios para la producción, el quehacer y el disfrute de la cultura. Según diversos historiadores, actualmente se considera que la Antigua FANAL es la primera instalación industrial de Costa Rica y, a la vez, el edificio más antiguo de San José.

## Instalaciones del MADC
El Museo cuenta con un espacio físico de aproximadamente 1200 m², en el cual se distribuyen áreas externas visitables, diseñadas para exposición, talleres y actividades educativas; áreas internas de trabajo y áreas privadas para conservación de obras. Cuando el edificio fue rehabilitado para convertirse en museo, experimentó cambios importantes, tanto a nivel de infraestructura como conceptual.

##### Sala 1 - La bodega de los rones
Lo que hoy es la sala más amplia del Museo (550m² aprox.) se terminó de construir en 1856. Se ubica en la primera planta y permite el ingreso por la puerta principal del MADC. Este espacio es de una sólida edificación en piedra, cuyas paredes miden casi un metro de espesor. La estructura del techo y de las columnas es de cedro amargo. El área mide 40 metros de largo por 13 metros de ancho y tiene una altura cercana a los 10 metros.
Originalmente, el espacio se utilizó como depósito de barriles de roble, para el añejamiento y maduración de los rones finos. Los toneles eran colocados en inmensos entarimados de madera y observados desde el puente de madera superior.

##### Salas 2, 3, 4 y Acopio - Área de envasado
El área que se conserva fue construida en 1947, a base de concreto y block y fue ocupado por la sección de confección de vinos y licores finos, parte de un salón de actos y la biblioteca. Con los trabajos de acondicionamiento del CENAC, se demolieron los dos niveles superiores de un pabellón construido en 1941, que alojaba el comedor de los empleados de FANAL y la sección de envasado de vinos y licores. En lo que se conserva de ese edificio, se encuentran las sala 3 y 4, los acopios de colecciones, el taller de museografía y las oficinas. Como parte del diseño adaptado para un edificio museal, estas últimas tienen acceso directo al taller de museografía, a los acopios y a las salas expositivas.

##### La Pila de la Melaza
Construida a finales de 1920, fue usada para producir el alcohol como depósito y fermentación de la melaza (materia prima de licores y alcoholes). El tanque de hierro forjado fue importado de la ciudad de Lieja, importante centro industrial de Bélgica. La estructura que mide 20 x 20,5 metros y 2.50 metros de profundidad, tiene una capacidad de almacenamiento de aproximadamente de unos 272 mil galones (950m³). En 1941 se instaló un monorriel eléctrico (que se conserva hoy en día) para el transporte de panela y mieles, de la Pila al Departamento de Dilución.
Actualmente se utiliza como un espacio alternativo para albergar trabajos experimentales, intervenciones, proyecciones y propuestas de artistas y diseñadores contemporáneos. El proyecto se crea con la idea de reactivar nuevos espacios alternativos tipo laboratorio y como espacio expositivo independiente. También funciona como sala de ensayos, centro de reuniones y conferencias, espacio para instalaciones de gran formato, así como propuestas de danza, teatro, arte, cine y música.

##### Tanques de agua
Por la gran cantidad de agua que requería la FANAL, la administración debería asegurar su pureza y abundancia para garantizar el funcionamiento de los procesos industriales de la confección de licores y alcoholes, por tanto, la misma era almacenada en estos tanques de metal. Actualmente los tanques no contienen agua, pero son un elemento llamativo del edificio del Museo; en ocasiones, su estructura ha funcionado para albergar instalaciones artísticas

##### Videoteca
El Centro Regional de Documentación e Investigación en Artes (CRDIA-Videoteca) es un espacio que alberga gran diversidad de materiales impresos y audiovisuales de artistas nacionales, centroamericanos e internacionales; comprende desde videoarte, hasta documentación de exposiciones, bienales, ferias, revistas, performances, entre otras. Asimismo, existe un amplio grupo de catálogos y libros de arte y diseño contemporáneo, tanto del Museo como de otras instituciones y las últimas tendencias del arte de finales del siglo XX y principios de siglo XXI. También es un espacio pequeño para reuniones, conferencias, conversatorios, talleres o ciclos de cine.

##### El Tanque
Se instaló en 1920 y servía para el precalentamiento y alimentación de búnker (petróleo) a las calderas. Ahora está destinado a proyectos procesuales de profesionales emergentes del arte contemporáneo y del diseño; dirigido a investigadores de múltiples disciplinas interesados en las prácticas artísticas contemporáneas, tanto costarricenses como residentes en Centroamérica y el Caribe. El programa que vincula a este espacio toma forma en una innovadora sala expositiva, que por sus características físicas representa un verdadero desafío y estímulo a la creatividad.

##### Arcadas
Estas arcadas son de concreto armado y fueron construidas a inicios de 1950. Sobre ellas estaban colocados ocho tanques metálicos de 1200 galones cada uno y otro de 42 000 galones. Hoy, funcionan a manera de arco por donde ingresan algunos vehículos al CENAC y los visitantes que se dirigen a la Videoteca.

##### Remodelación 2018
En noviembre de 2018, el Museo fue cerrado por tres meses para someterlo a una remodelación, la primera desde 1993; entre los cambios destacan la remodelación de las oficinas, el cambio del piso y el techo de los edificios, cambio del sistema eléctrico y bajantes de agua. El MADC fue reabierto el 14 de febrero de 2019, justamente una semana antes de cumplir 25 años, durante un Art City Tour en el cual recibió a 3227 visitantes

## Directores y curadores

### Directores y curadores actuales
- Directora: Paz Monge Cortés (2020-)

- Curador Jefe: Daniel Soto Morúa (2016-)
- Curador Adjunto: José Picado (2021-)

### Directores y curadores anteriores
- Dirección: Ana Luisa Piza Carrillo (1994). Virginia Pérez-Ratton (1994-1998). Rolando Barahona (1999-2004). Ernesto Calvo (2005-2008). María José Monge (2008-2009), Fiorella Resenterra (2009-2019), Verónica Zúñiga Salas (2019-2020).

- Curador Jefe: Rolando Castellón (1994-1998), Tahituey Ribot (2000-2002), Ernesto Calvo (2002-2004), María José Chavarría (2009-2015).

- Otros curadores de planta: Luis Fernando Quirós (1994-1999, diseño y coordinador del Centro Regional de Documentación e Investigación en Arte), Jaime Rouillon (2001, diseño), Marco Guevara (2008-2015, diseño), Laura Sánchez (2015, diseño), Adriana Collado-Chaves (2015-2019, arte y diseño), Marga Sequeira (2019, arte) y Guillermo Boehler (2020, Centro Regional de Documentación e Investigación en Arte).